# Anoplolepis decolor
Anoplolepis decolor är en myrart som först beskrevs av Carlo Emery 1895.  Anoplolepis decolor ingår i släktet Anoplolepis och familjen myror. Inga underarter finns listade i Catalogue of Life.